# Aleksandar Kostov
Aleksandar Dimitrov Kostov (Sófia, 2 de março de 1938 – 15 de abril de 2019) foi um futebolista búlgaro que atuou como atacante.

## Carreira
Em toda sua carreira defendeu somente dois clubes: Levski Sofia e Botev Plovdiv.
Pela Seleção Búlgara, a representou na Copa do Mundo de 1962 e 1966. 
Faleceu em 15 de abril de 2019 aos 81 anos de idade.

## Títulos
Levski Sofia
- Campeonato Búlgaro: 1964–65, 1967–68, 1969–70
- Copa da Bulgária: 1957, 1959, 1967, 1970, 1971